# الماس اوتشوف
الماس اوتشوف (انگلیسی: Almas Uteshov؛ زادهٔ ۳۰ مارس ۱۹۸۸) یک وزنه‌بردار اهل قزاقستان است.
از افتخارات وی میتوان به کسب مدال نقره وزن ۹۴ کیلوگرم در مسابقات قهرمانی وزنه‌برداری جهان ۲۰۱۳ و ۲۰۱۵ اشاره کرد.